# Хршчанович, Казимир Мельхиорович
Казимир-Викентий Мельхиорович Хрщанович (1794 г. , имение Бестроск, Докшицкий уезд. — 8 мая 1871) — белорусский архитектор . Минский губернский архитектор, известный как автор многих значимых построек Минска.

## Биография
Родился в семье потомственных дворян в имении Бестрск близ села Шуневка Докшицкого уезда . В 1813 году он поступил в Виленский университет, по окончании которого в 1819 году получил ученую степень кандидата философии и несколько лет занимался преподавательской деятельностью. В марте 1824 года он был назначен помощником университетского архитектора. После сдачи дополнительных экзаменов в мае 1825 года он получил диплом архитектора .
13 октября 1825 г. К.-В. Хрщанович был назначен Минским губернским архитектором, в этой должности прослужил почти 40 лет (ушел в отставку в 1863). В 1836 году возведен в чин титулярного советника .
У него был сын Лев (1838—1907), тоже архитектор.

## Креативность

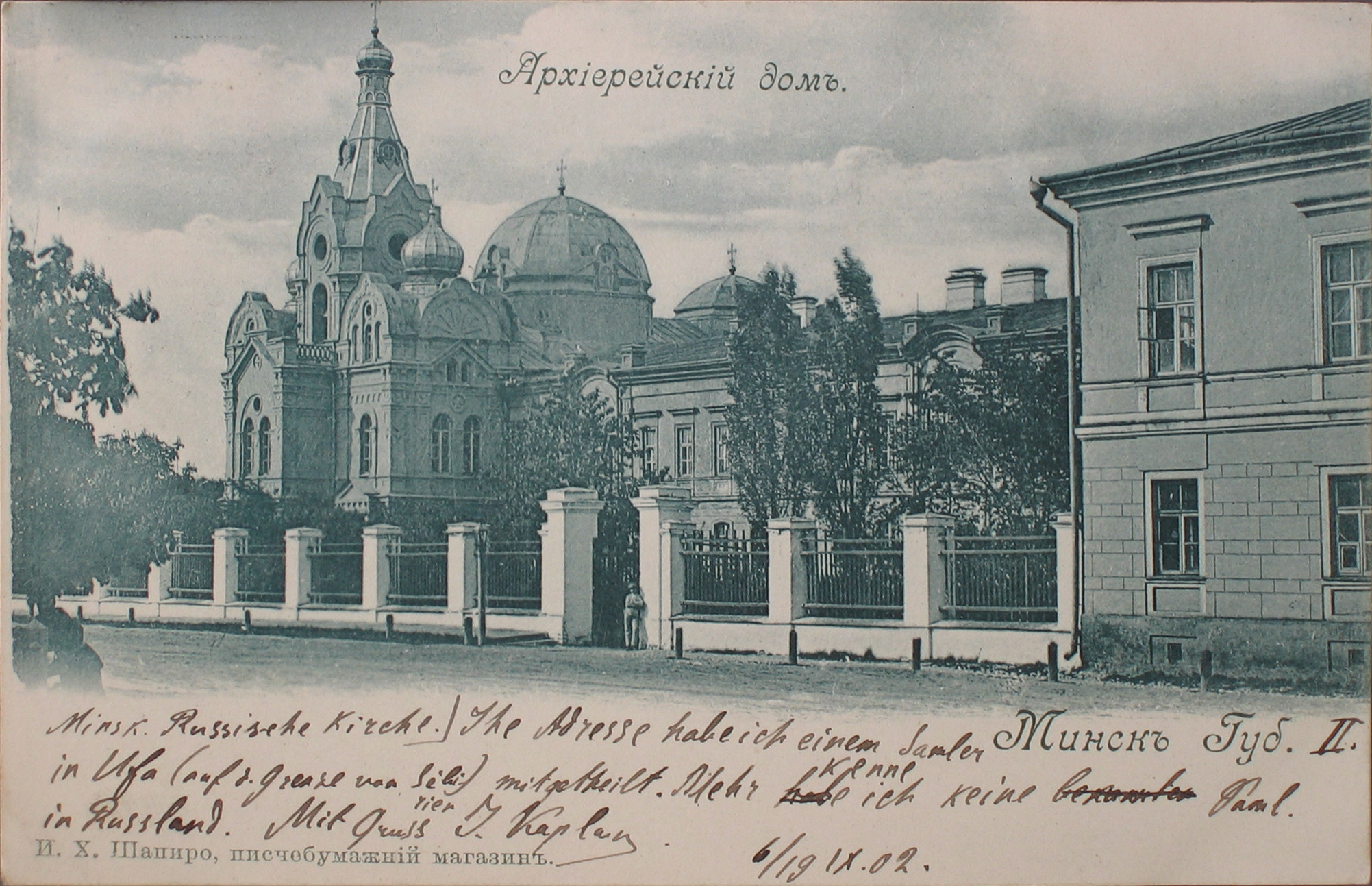
Архиерейский двор на открытке начала XX века.

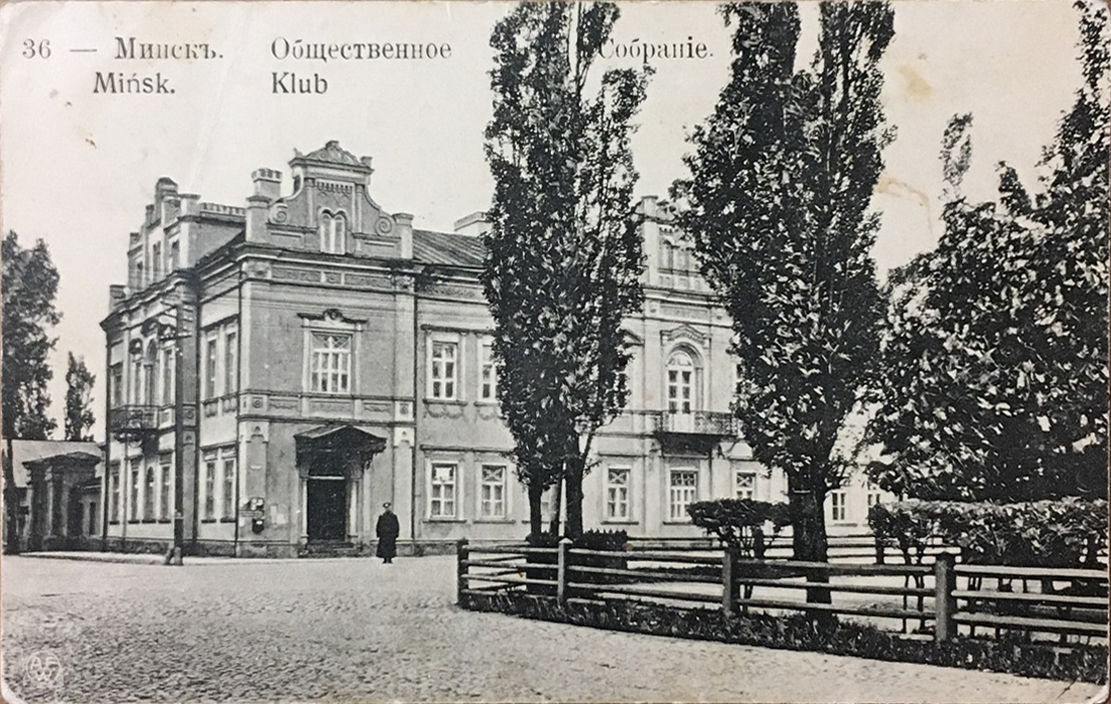
Дом Гаусмана на открытке начала XX века.

Наиболее значимые работы в Минске : здание Присутственных мест на углу пл. Свободы и ул. Интернационала (1852; с Л. Садовским), здание военного госпиталя, здания городской больницы (1840 -е гг.), здание Минской мальчиковой гимназии, дом губернатора (конец 1830 -х гг.). Автор проектов: в Минске — ратуши (1825), жилого дома Аксельрода (1844), административных учреждений (1847, 1852, 1853, 1857) и др.; в Борисове — административные учреждения (1843 г.); в Пинске — жилой дом А. Липко (1847 г.) и др. .
Вместе с Михаилом Чаховским руководил строительством Пищаловского замка .
В 1847 году К. Хрщанович участвовал в строительстве храма Марии Магдалины в Минске .
В 1850-х годах он спроектировал новый комплекс архиерейского двора . Принимал участие в реконструкции Мариинской церкви .
В 1857 году на углу Подгорной и Скобелевской улиц — нынешних улиц К. Маркса и Красноармейской — был построен Дом Гаусмана . Разрушен в конце 1930-х годов при строительстве здания ЦК КПСС .
В 1870 году он создал Александровскую площадь .